# ピイ (ファラオ)
ピイ（Piye, Piankhi, Piankhy, Paankhi, Paanchi, 在位：紀元前747年 - 722年）は、古代エジプト第25王朝の初代ファラオ（王）。クシュ王国の王としては3代目にあたる。

## 概要
すでに父カシュタの代から、ヌビア王家は上エジプトの支配を確立していた。対して、下エジプトはタニスの第22王朝、レオントポリスの第23王朝、サイスの第24王朝に加え、ヘラクレオポリスのニムロト、ヘルモポリスのペフチャウアバステトの五勢力が乱立する状態にあった。ピイはかつての偉大だった王国の惨状を憂いて、「旧宗主国の秩序とアメン神の権威を立て直す」ためにエジプトへの遠征を決意したという。また、当時すでに上エジプトにはヌビアに忠実な地方支配者が幾人もおり、これらの諸侯が敵の攻撃を受けて救援依頼をしてきたのも大きな理由だった。
ピアンキは軍勢を率いて北上し、まずエジプトのアメン信仰の中心テーベ（古代エジプト語：ネウト、現在のルクソール）を抵抗を受けることもなく占領した。そこでピアンキはアメン神に捧げる宗教儀式を行うとともに、自分の妹であるアメンイルディス1世を、当時の「アメンの聖妻」シェプエンウエペト1世の養女にし、その後継者とした。これによってテーベのアメン神官団対するコントロールを強めた。これに対して、第24王朝のテフナクト1世はヘルモポリスのニムロトら4勢力の連合を結成してピイに対抗した。北部の連合軍は早々にヌビア側についたヘラクレオポリスを包囲し、ペフチャウアバステトの要請に応える形でピイも出兵、戦いはヌビアの勝利に終わり、テフナクトは兵を退いた。
攻勢に転じたヌビア軍は下エジプトの入り口に当たる古都メンフィスに迫った。テフナクト1世はメンフィスに8000人の兵士を配置して防御に当たらせた。一方メンフィスを包囲したピアンキは水上から都市を落とすことを画策した。ヌビア軍はナイル川各地の船を徴発すると、それを使って川を横断して市内に侵入し、メンフィスを陥落させることに成功した。その直後、第23王朝のイウプト2世は王子らとともにピアンキに降伏し、彼の庇護下で自領の統治権を維持する道を選んだ。下エジプトに入ったピアンキは、ラー信仰の中心都市であるヘリオポリスに進軍し、そこでラー神に捧げる儀式を執り行った。ヘリオポリス進駐から間もなく、第22王朝のオソルコン4世も降伏してイウプトと同じようにピアンキの臣下となった。残ったテフナクトはデルタ地域に逃れ、抵抗を続けたが、間もなく臣従の意志を伝える手紙を送った。
この一連の出来事を伝える『勝利の碑文』に、ピアンキ王の治世第21年（紀元前727年）という年号があることから、この遠征は紀元前728年頃、或いはその前後に行われたものであると考えられている。勝利が確定するとピアンキは降伏した王、及び州侯達から莫大な献上品を受け取り、勝ち誇って本拠地ナパタへと帰還した。そしてナパタのゲベル・バルカルの聖域で新たな大規模な建築活動を執り行い、新王国時代にエジプトによって建てられた神殿を改修・拡張してその威光を示した。
しかしヌビア軍が引き上げた後、第24王朝のテフナクト1世は忠誠の誓いを破って独立、下エジプト全域を支配下においた。この反乱がピアンキの存命中に鎮圧されることは無く、テフナクトが紀元前720年頃死去した後は息子のバクエンレネフが第24王朝に受け継がれた。ピイは紀元前716年に没した。エジプトの統一は後を継いだ弟のシャバカの代に達成されることになる。

## ピイが登場する作品
- クリスチャン・ジャック『ブラック・ファラオ』